# Giovanni Giacomo Coleti
Giandomenico Coleti (Venise, 2 mai 1734 - Venise, 15 août 1827) est un jésuite et érudit italien.

## Biographie
Giovanni Giacomo Coleti entra de bonne heure dans la Compagnie de Jésus. Il y vécut vingt et un ans, et se trouvait dans le collège de Padoue, avec Daniele Farlati, afin de terminer l’Illyricum sacrum commencée par ce dernier, lorsque la suppression de son ordre le força de rentrer dans sa famille. Il se consacra tout entier au ministère ecclésiastique, et il termina en même temps l’Illyricum sacrum, avec 3 volumes, et le Martyrologe illyrien, en conservant par respect à l’ouvrage entier le nom du P. Farlati, mort en 1775, et dont il plaça la vie en tête du t. 5. Giovanni Giacomo Coleti a imprimé en outre un opuscule des Pedagogi degli Antichi, et un autre De situ Stridonis, patrie de Saint Jérôme. Il a travaillé avec son frère Giandomenico à l’édition de l’ouvrage de Lucifer de Cagliari. On lui doit encore les notes, jointes à la dissertation posthume du P. Farlati, De artis criticæ inscitia antiquitati objecta, et l’oraison funèbre de Bartolomeo Zender, vicaire patriarcal de l’église de Saint-Barthélemy, ainsi que le Recueil des exemples édifiants, imprimé en langue illyrienne à Macarsca, par les soins de Giuseppe Paulovich Lucich, chanoine et vicaire général de cette église. Giovanni Giacomo Coleti mourut à Venise le 15 août 1827.